# Туберкулиновая проба
Туберкулинодиагностика (реакция Манту, проба Пирке) представляет собой внутрикожную или накожную аллергическую пробу, направленную на выявление наличия специфического иммунного ответа на введение туберкулина. Наличие выраженной кожной реакции свидетельствует о наличии напряжённого иммунитета, то есть, что организм активно взаимодействует с возбудителем. Реакция Манту — это своего рода иммунологический тест, который показывает, есть ли в организме туберкулёзная инфекция. Реакция основана на гиперчувствительности замедленного типа (ГЗТ).
Туберкулин — общее название экстрактов микобактерий M. tuberculosis, M. bovis или M. avium, используемых для проведения внутрикожных диагностических проб на туберкулёз у человека и животных. Применялось несколько различных типов туберкулина, из которых наиболее важен PPD (англ. purified protein derivative). PPD представляет собой слабо очерченную, сложную смесь антигенов. Основанные на PPD пробы относительно неспецифичны, поскольку многие его протеины можно обнаружить у различных видов микобактерий.

## Описание
Туберкулиновая проба, туберкулинодиагностика, tuberculin skin-test, PPD test — метод исследования напряженности иммунитета к возбудителю туберкулеза с помощью оценки реакции на туберкулин (препарат из микобактерий). Есть два варианта туберкулиновой пробы:
1. Проба Пирке — накожный тест, в котором раствор туберкулина наносится на кожу скарификационно.
2. Проба Манту — внутрикожный тест, при котором раствор туберкулина вводится внутрикожной инъекцией туберкулиновым шприцем или безыгольным инъектором. Оценивается не одномоментный размер инфильтрата, а его наличие и вираж (изменение в динамике).

Привлекательность кожных туберкулиновых тестов определяется простотой их выполнения, низкой стоимостью, доступностью их проведения и учёта.
Проба Манту является мерой риска туберкулёза в будущем, показывает уровень гиперчувствительности к туберкулину, но не сообщает о напряжённости иммунитета к туберкулёзу. В популяции 2 % людей нечувствительны к туберкулину.

## История
В 1890 году, на Десятом международном медицинском конгрессе в Берлине, немецкий учёный Роберт Кох объявил о создании лекарства от туберкулёза, названным им туберкулином. Лекарство представляло собой экстракт туберкулёзных бацилл (живых и мёртвых) в глицерине. Как позже выяснилось, данное средство не давало никакого лечебного результата. Туберкулин не только не убивал бактерии, но даже наоборот, активировал латентные бактерии. После туберкулинового скандала встал вопрос, что делать с произведённым туберкулином.
В 1907 году австрийский педиатр Клеменс Пирке на прививке против оспы обнаружил, что повторная вакцинация даёт относительно быструю реакцию (вакцинальную аллергию), затем убедился в подобной реакции на туберкулин у больных туберкулёзом и стал применять кожную вакцинацию туберкулином для диагностики заражения туберкулёзом. Инфицированный организм отвечает на проникновение туберкулина в кожу характерным воспалением, тогда как на коже здорового человека такая реакция отсутствует. Для введения туберкулина в кожу Пирке применял бурчик. В 1908 году Йоханнес Петрушки использовал для этого оспопрививательный ланцет, проводя по коже поверхностный разрез. Михаил Настюков в 1922 году предложил платиновый скарификатор. В 1923 году Всесоюзный туберкулёзный съезд и II Всесоюзный съезд детских врачей выпустили инструкцию, по которой исследуется чувствительность кожи к серии разведений туберкулина (цельный, 30 %, 10 % и 3 % растворы), при этом кроме степени интенсивности реакции на цельный туберкулин определяется также нижний предел чувствительности на слабые растворы туберкулина.
Через год Шарль Манту предложил применять туберкулин внутрикожно с диагностической целью. Этот метод получил в медицине общее признание как наиболее точный.
До недавнего времени применяли различные разведения АТК (нем. Alt Tuberculin Koch, старый туберкулин Коха), содержащего лишь продукты жизнедеятельности туберкулёзных бактерий, элементы из микробных клеток и часть питательной среды. АТК является десятой частью фильтрата из десятидневной убитой нагреванием культуры туберкулёзных бактерий в мясо-пептонном бульоне. Независимость от специфичности, наличие неспецифической аллергичности в отношении чужеродного белка при АТК привело к его замещению PPD.
Очищенный туберкулин PPD (purified protein derivative) готовят из смеси убитых нагреванием фильтратов микобактерий туберкулёза человечьего (M. tuberculosis) и бычьего видов (M.bovis). Затем состав осаждается трихлоруксусной кислотой, обрабатывается этиловым спиртом и эфиром, растворяется в фосфатно-буферном растворе. Открытый Флоренс Сайберт в 1934 году PPD-S был утверждён в 1952-м ВОЗ, как международный стандарт сухого очищенного туберкулина. В СССР использовали PPD-L (М. А. Линниковой и др.).
Состав PPD-L: фосфатно-буферный раствор — 0,85 %, стабилизатор — 0,005 % твин-80, консервант — 0,01 % хинозол (гидроксихинолин сульфат). В 0,1 мл содержится 2ТЕ (туберкулиновые единицы), равные 0,00012 мг сухого препарата.
Преимущество PPD перед АТК заключается не только в его более высокой специфичности и избежании ошибок при приготовлении необходимых разведений, но и в стерильности готовых для употребления растворов.

## Применение

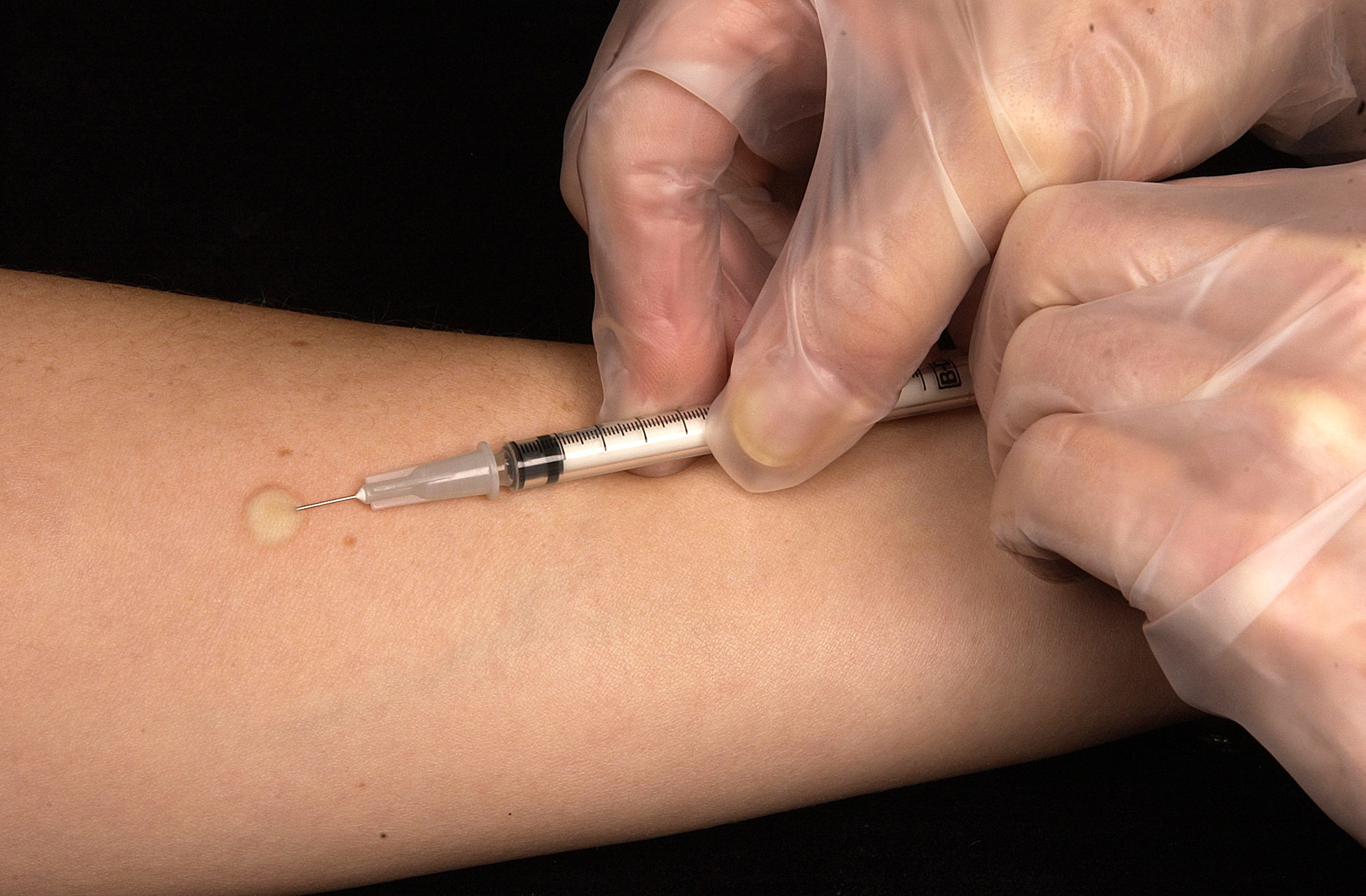
Внутрикожная инъекция туберкулина (образование «лимонной корочки»)

Внутрикожная туберкулиновая проба применяется для диагностики туберкулёзной инфекции на основании появляющейся местной индурации кожи, а также для определения местоположения аллергии[неизвестный термин] (перед прививкой БЦЖ) и для контроля сероконверсии (инверсии) после прививки.
Клиническая диагностика включает как рентгенографию лёгких, служащую для доказательства заболевания, так и туберкулиновую пробу Манту. При исследовании контактных с больным лиц, используется проба Манту, которая, при наличии базисного значения, проводится через 6—8 недель после возможного контакта с возбудителем болезни. Необходимость проведения пробы определяется лечащим врачом. 
Проба практически безболезненна. Раствор вливается посредством одноразового впрыскивания исключительно интрадермально (в кожу) с ладонной или дорсальной стороны (изнутри или снаружи) предплечья. Для этого впрыскивается раствор, разбавленный до необходимой концентрации. На месте инъекции на некоторое время появляется волдырь. Позднее на этом месте может образоваться индурация (очерченное или расплывчатое уплотнение тканей).
Убедительность туберкулиновой пробы Манту повышается, если имеется базисное значение пробы у исследуемого пациента. Это базисное значение устанавливается двумя этапами (двухэтапный метод). Первое выполнение пробы служит для определения исходного значения, вторая проба ограничивает эффект бустера. Вторая проба должна производиться в течение 3—4 недель после проведения первой пробы в случае, если индурация составляет меньше 10 мм.

## Оценка туберкулиновой пробы Манту

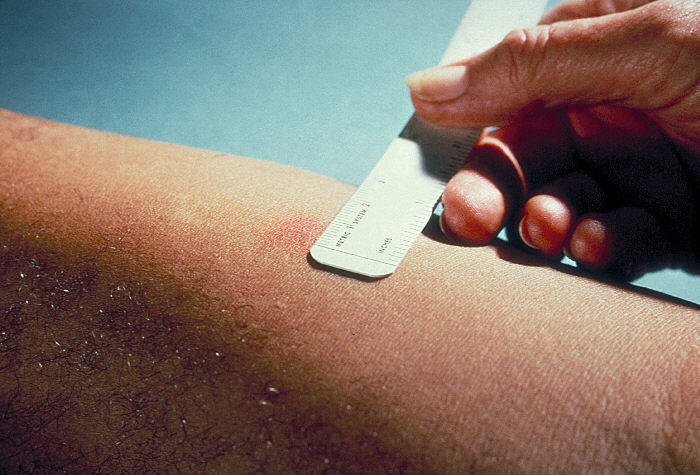
Размер папулы измеряется через 48—72 часа

Проверка результата пробы производится на повторном визите не ранее чем через 48 часов, лучше всего на третий день, самое позднее — через одну неделю после аппликации, что, несомненно, является неудобством в сравнении с альтернативными квантефероновым тестом и тестом Т-СПОТ.ТБ (Т-SPOT®.ТВ). Индурация отмечается, измеряется, документируется и оценивается.
- Индурация < 5 мм в основном не имеет значения;
- 10 мм указывает на возможное заражение туберкулёзом в группах риска и при контакте с пациентами с открытыми формами туберкулёза
- при индурации 15 мм или язвенной реакции кожи (образование гнойников) очень вероятно заражение туберкулёзом.

Туберкулиновая проба Манту не даёт сведений о распространении, инфекциозности[неизвестный термин] или локализации очага заболевания в организме, однако показывает реакцию организма (антиген — антитело) на возбудителя туберкулёза. Позитивная реакция кожи показывает, что исследуемый пациент имел контакт с возбудителями туберкулёза. Тем не менее это вовсе не означает, что данный пациент болен туберкулёзом.
Большие размеры реакции на введение туберкулина всегда[уточнить] оказывают большее[уточнить] впечатление как на пациента, так и на медицинского работника. Весьма распространено ошибочное представление о том, что значительные по размерам («пышные») реакции с большей вероятностью указывают на активный туберкулёзный процесс. Это представление ошибочно. Считается установленным, что вариации размеров реакции менее или более 5 мм с определённой достоверностью могут указывать на развитие заболевания или на его отсутствие. Впрочем, даже при реакциях размерами свыше 5 мм нельзя установить чётких различий между активным туберкулёзным процессом, неактивными туберкулёзными изменениями (по изменениям на рентгенограммах), недавно развившейся инфекцией (тесный контакт с бактериовыделителем) или инфицированием в отдалённом прошлом. Таким образом, размеры реакции, превышающие определённый порог, не помогают в интерпретации туберкулинового теста.

## Критика
Существует мнение, будто бы реакция Манту не имеет диагностического значения, если предварительно была проведена вакцинация БЦЖ. В данном случае положительный результат показывает либо на сенсибилизацию от прививки, либо на попадание инфекции в организм. Уменьшение частоты ревакцинации приводит к уменьшению числа положительных проб Манту в 2 раза, а числа гиперергических (выраженных) — в 7 раз. Также у 60 % больных туберкулёзом подростков наблюдаются сомнительные пробы.
Большой обзор с мета-анализом указывает, что положительная реакция на туберкулин обладает низкой прогностической значимостью для оценки риска развития туберкулёза.
На 2018 год существуют тесты альтернативной технологии Анализ выявления гамма-интерферона (англ. IGRA) и ELISPOT, без зависимости от влияния вакцинации БЦЖ на результаты тестов. В ряде случаев они рекомендуются для диагностики скрытого туберкулёза вместо реакции Манту. Высокая стоимость таких тестов не позволяет ВОЗ рекомендовать их для стран с низкими доходами.
С 2009 года в России в клинической практике доступен отечественный препарат «Аллерген туберкулёзный рекомбинантный „Диаскинтест“», содержащий специфичные для процесса размножения микобактерии туберкулёза (лат. Mycobacterium tuberculosis) белки-антигены ESAT-6 и CFP-10 и предназначенный для внутрикожного введения, техника которого не отличается от пробы Манту. Результаты мета-анализа, опубликованные в журнале «The Lancet», говорят о том, что «Диаскинтест» по-видимому, эффективен так же, как другие современные тесты иммунодиагностики туберкулёза, однако качество существующих исследований, включённых в мета-анализ, не всегда было хорошим, вследствие чего требуются дополнительные исследования хорошего качества .
Проба «Диаскинтест» и тест IGRA практически не дают ложноположительных реакций, в отличие от пробы Манту.

## Мифы
В обществе распространены мифы о пробе Манту:
1. В период от введения туберкулина до измерения реакции якобы нельзя есть определённые продукты, в частности, сладкое и цитрусовые.
Это устаревшее мнение. В действительности нельзя употреблять продукты только аллергикам и только те, которые вызывают у конкретного человека аллергическую реакцию. Аллерген в силу сенсибилизации (повышения чувствительности) иммунной системы может вызвать увеличение реакции в том числе на пробу Манту, это сугубо индивидуальная реакция на конкретный продукт.
2. Якобы нужно принимать антигистаминные препараты до и после Манту.
Всем подряд это делать не нужно. Противоаллергические средства могут смазать результат пробы, которая по сути своей является аллерготестом на чувствительность к туберкулину.
3. Миф о недопустимости контакта проб Манту с водой.
Это тоже неверно: мочить можно, но нельзя повреждать механически, например, вытирать полотенцем[20].
Скорее всего, данный миф сохранился со времён повсеместного применения пробы Пирке, которую действительно нельзя было мочить, потому что она была скарификационной — то есть наносилась на кожу, предварительно поцарапанную специальным инструментом. Проба Манту, вводимая внутрикожно, не изменяет свой результат от попадания капель воды, но следует избегать физических и химических воздействий на место введения пробы (тереть мочалкой, мазать кремами, заклеивать пластырем), так как данные процессы могут исказить результаты пробы. Тем не менее длительный контакт с водой (в бассейне, бане и так далее), особенно с моющими средствами, участка кожи с пробой может привести к мацерации кожи и сказаться на результате.
4. Якобы «Манту простуда не помеха».
Необходимо дождаться полного выздоровления, при простудном заболевании проба даёт ложную реакцию.
5. Якобы проба Манту влияет на количество заболеваний лейкозом. Объективных научно обоснованных доводов в пользу этого не предоставлено. Биомеханизм подобного не приводится.
6. Якобы проба Манту повышает риск заразиться туберкулёзом, особенно при неправильной дозировке раствора.
На самом деле туберкулиновая проба не может занести в организм туберкулёзную палочку, раствор содержит только органические вещества, полученные из микобактерий.
7. Якобы проба Манту устарела.
Другие тесты на туберкулёз тоже существуют — например, лабораторная диагностика антител. Они не заменяют, но дополняют туберкулиновый тест в сложных случаях.
8. Якобы название является сокращением, в котором «ту» значит «туберкулёз» или «туберкулин». Из-за этого некоторые пишут как «проба ман-ту»[источник не указан 2348 дней].

## У сельскохозяйственных животных
Туберкулиновая проба проводится также и у сельскохозяйственных животных (крупного и мелкого рогатого скота, свиней, птицы) внутрикожным и глазными (офтальмопроба) пробами. Во многих странах необходимость туберкулиновых проб у сельскохозяйственных животных регулируется государством, в частности, в России всё поголовье крупного рогатого скота проверяется ежегодно, а оценка результата проводится в присутствии государственного ветеринарного инспектора.
У крупного рогатого скота реакция проводится внутрикожно (основной метод) путём введения туберкулина безыгольным инъектором или специальным шприцем в кожу средней трети шеи. Также могут проводиться (при сомнительном результате реакции) глазничные и подкожные пробы. Учёт реакции проводится через 72
часов после проведения туберкулинизации. Положительной реакцией считается образование горячего болезненного воспалительного отёка с утолщением кожной складки на 3 мм и более. Результат утолщения кожной складки размером от 2 до 3 мм следует считать сомнительным, а менее 2 мм — отрицательным. При сомнительном результате проводят повторную туберкулинизацию, как правило путём подкожного введения туберкулина. При этом в случае, если животное больно туберкулёзом, наблюдается общеаллергическая реакция. Дважды сомнительный результат расценивается как положительный.
Также туберкулинизация может проводиться у свиней в неблагополучных хозяйствах. Исследование проводится птичьим туберкулином, путём глазной пробы (в виде глазных капель). Поскольку туберкулиновая реакция не является строго специфичной, и может давать ложноположительные результаты при нахождении в организме сапрофитных видов Mycobacterium spp., с 2000-х годов ведётся разработка средств, которые выявляют положительные реакции иммунитета на данные микроорганизмы.
При офтальмопробе сравниваются оба глаза (проба делается на одном, второй для сравнения), оценивается гиперемией, отёк конъюнктивы, отделяемое из конъюнктивального мешка.